# US Kenya
El US Kenya es un equipo de fútbol de la República Democrática del Congo que juega en la Liga Regional de Lubumbashi, una de las ligas que conforman el tercer nivel del fútbol en el país.

## Historia
Fue fundado en la comunidad de Kenya en la ciudad de Lubumbashi, ciudad en la que han estado a la sombra de equipos como el CS Don Bosco, TP Mazembe y FC Saint Eloi Lupopo. A diferencia de ellos, el US Kenya nunca ha jugado en la Linafoot ni mucho menos han peleado por el título nacional.
Su principal logro ha sido el ser el primer equipo de Congo-Kinshasa que gana la Copa de Congo sin ser un equipo de la Linafoot luego de vencer 2-1 en la final al Sanga Balende.
A nivel internacional han participado en un torneo continental, en la Recopa Africana 2003, en la cual fueron eliminados en la primera ronda por el APR FC de Ruanda.

## Palmarés
- Copa de Congo: 1

2002

## Participación en competiciones de la CAF
| Temporada | Torneo          | Ronda | Club   | Casa | Visita | Global |
| --------- | --------------- | ----- | ------ | ---- | ------ | ------ |
| 2003      | Recopa Africana | 1     | APR FC | 2-1  | 0-8    | 2-9    |